# 暴れん坊将軍IV
暴れん坊将軍IVでは、テレビドラマ『暴れん坊将軍』の第4シリーズで放送された放映タイトルおよび各話スタッフを列挙する。

## 放送期間
1991年4月6日〜1992年9月26日、全70話＋スペシャル4話。

## スタッフ
- プロデューサー
  - テレビ朝日：和佐英彦
  - 東映：阿部征司
  - 東映：渡辺操
  - 東映：伊駒伊織
  - 音楽：菊池俊輔

## レギュラー
- 大岡忠相：横内正
- 田之倉孫兵衛：船越英二
- 辰五郎：北島三郎（第3話、第5話～第9話、第11話、第13話～第16話、第18話、第20話、第22話、第23話、第25話～第27話、第29話～第31話、第33話～第35話、第37話～第41話、第43話、第44話、第46話～第48話、第51話、第52話、第54話～第60話、第62話、第65話～第72話を除く）
- おさい：浅茅陽子（第10話、第12話を除く）
- 紋次郎：渡辺篤史

本作でのめ組小頭。幼い頃に父親を亡くし、大工をしていた時期がある（第9話）。また、過去に錠前屋に勤めていた時の友人とのいざこざから、饅頭が大の苦手（第18話）。
- 才次：真砂皓太
- 常吉：白井滋郎
- 伊助：斉藤弘勝
- 六太：原亮介
- 源八：大石源吾
- おちよ：田中綾子
- おはる：山本真由美（第52話、第54話～第56話を除く）
- お葉：伊藤つかさ
- 才三：五代高之
- 茜：入江まゆ子

## 準レギュラー
- 足立玄石：河合絃司（SP、第18話、第21話、第26話、第35話、第38話、第40話、第43話、第60話、第67話、第74話）
小石川養生所医師。
- 山田朝右衛門：栗塚旭（第28話、第30話、第48話、第67話）
かつては「首斬り朝右衛門」と呼ばれ恐れられていた介錯人だったが、現在は職務を辞し浪人である。駿河に結婚した娘がいる。
- 尾張大納言宗春：中尾彬（SP、第19話、第26話、第51話）
尾張六十二万石の藩主。表向きは忠誠を誓っているが、裏では吉宗の失脚を狙い何度も卑劣な謀略を画策する。
- 浄円院：中村玉緒（SP、第30話、第38話）

## 内容
- シリーズ第4弾。このシリーズでは内容にできるだけ史実を取り入れているのがポイント。「目明し禁止令」や「浦賀奉行所新設」などをストーリーに持ち込み、重みを出した。
  - VIシリーズの御庭番役・若松俊秀が、父の仇を探す若侍役（放映リスト第47話、SP含めた総数で第50話）、町の道場が開催した武道試合の決勝で徳田新之助と対戦する浪人役（放映リスト第64話、SP含めた総数で第68話）で出演している。
  - 第1回スペシャルのラストでお由利の方が出家し浄円院となる。また、吉宗の叔母役として大屋政子が特別出演した（第30、67話）。
  - 吉宗が江戸の町に外出することを特に厳しく禁じられた回において、吉宗の傍で監視する爺がうっかり居眠りをはじめた隙に、御庭番の才三が畳の下から現れるという珍しい脱出シーンがあった（放映リスト第64話、SP含めた総数で第68話）。
  - 「名悪役」「斬られ役」としておなじみの福本清三が、劇の序盤、南町奉行所において大岡忠相の隣に座っている町方与力役として演じていたことがある。しかし、殺陣のシーンでは吉宗に峰打ちされる黒幕の手下としていつも通り出演していた（放映リスト第65話、SP含めた総数で第69話）。
  - 御庭番の才三が悪役に追われて逃走するシーンにおいて、偶然出くわした吉宗がすれ違いざまに斬り付け、才三が川に転じるという驚愕シーンがあった。実は、このシーンは才三の命を奪うために追う悪人の目の前で、偶然遭遇した第三者という設定の吉宗が自分の前に駆け寄って来る町人を「無礼者」の名のもと切り捨てることで、才三を追っ手から逃がしつつ、悪人側の利得行為を兼ねることで親近感を誘い、その後の潜入捜査を円滑に進めるための小芝居であった。一瞬のアイコンタクトで全てを察知したうえでの両者の迫真の演技は、吉宗と才三の完璧なまでの組織力を巧みに表現したものである。ちなみに、才三は川から這い上がる際に「冷や汗もんだぜ…」と苦笑いしている（放映リスト第69話、SP含めた総数で第73話）。

## エピソード

### 1991年
| 話数   | サブタイトル                                                 | 脚本              | 監督     | ゲスト | 備考 |
| ------ | ------------------------------------------------------------ | ----------------- | -------- | --- | --- |
| SP     | 「ご生母、謎の失踪! 吉宗、江戸城決戦春一番!!」（スペシャル） | 小川英 胡桃哲     | 荒井岱志 | お由利の方：中村玉緒 お俊：大沢逸美 徳川菊千代(平太)：円谷浩 仁吉：桜木健一 早見半兵衛：沢竜二 山名新左衛門：勝部演之 矢田部：遠藤征慈 柳川監物：大場順 源助：西山嘉孝 一色藩の忍び：岩尾正隆 一色藩の忍び：崎津隆介 ：大竹修造 ：田畑猛雄 足立玄石：河合絃司 ：高見のり子 ：三浦徳子 ：鮎川十糸子 ：藤沢晃子 ：有川正治 ：中村錦司 ：石倉英彦 ：有島淳平 ：日高久 ：及川潤 ：福本清三 ：志茂山高也 ：福中勢至郎 ：奔田陵 ：木谷邦臣 ：田井克幸 ：上野秀年 ：杉山幸晴 ：山本志津代 ：田辺ひとみ ：山崎美香 ：立川陽介 ：金田永植 尾張大納言宗春：中尾彬 | |
| 第1話  | 「いざ成敗! 天下を狙う大泥棒」                               | 高橋稔            | 松尾正武 | 吉兵衛：長門勇 蔦江：三浦リカ 魚崎十兵衛：内田勝正 秋月鶴松：青井敏之 秋月出羽守：松本朝生 お虎：藤江リカ 長老(一)：森秀人 長老(二)：新城邦彦 山岸嘉兵衛：川浪公次郎 池松：佐川源治 忍びの者：諸鍛冶裕太 医師：宮城幸生 侍(一)：小峰隆司 長屋の女(一)：稲垣陽子 長屋の女(二)：金森かおり 根岸右京太夫：江見俊太郎 | |
| 第2話  | 「春の嵐、江戸城刃傷事件」                                   | 田村多津夫        | 牧口雄二 | おこう：小田薫 宮野新十郎：小沢象 豊州伊左衛門：五味龍太郎 松浦：出水憲 おその：日高久美子 小高玄之進：大木晤郎 房吉：中西宣夫 与力：笹木俊志 岡崎弥兵衛：藤長照夫 同心(一)：小谷浩三 同心(二)：上野秀年 男：稲泉智万 巫子：酒井雅代 伊奈屋藤兵衛：田口計 市原千蔵：伊吹剛 | |
| 第3話  | 「裏切り者に涙あり!」                                        | 今村文人          | 松尾正武 | 中畑弥四郎：沖田浩之 お静：山下智子 せつ：谷口香 石塚藤三郎：草見潤平 松前矩広：須永克彦 妓楼の女将：千原しのぶ 御用達(一)：入江慎也 御用達(二)：蓑和田良太 大友数馬：田中秀則 大久保：峰蘭太郎 藩士(一)：加藤重樹 藩士(二)：高見裕二 大友重兵衛：波多野博 老人：泉好太郎 若侍(一)：西村正樹 若侍(二)：岡田和範 若者：辻本晃良 伊佐山左内：亀石征一郎 | |
| 第4話  | 「女盗賊の恋」                                               | 藤井邦夫          | 牧口雄二 | お涼：速水典子 野村玄之丞：松橋登 伝次(菊屋伝八)：大木正司 富造：長谷川弘 番頭：五十嵐義弘 やくざ：高並功 平太：佐々木紳二 矢吉：浜田隆広 浪人：細川純一 大店の主人：山田良樹 遊び人：小船秋夫 芸者：藤間富陽 芸者：藤間勘聡次 芸者：池田治子 薮塚の陣兵衛：藤岡重慶 今井清四郎：長谷川明男 | |
| 第5話  | 「天晴れ! 孝行息子に名裁き」                                 | 野波静雄          | 萩原将司 | 周介：加藤純平 お町：青山雪菜 大黒屋五兵衛：伊吹聰太朗 井上源之進：中田博久 秋田屋徳兵衛：芝本正 平八：稲吉靖司 政吉：伊庭剛 松助：田中弘史 浅井：阿波地大輔 米問屋：内藤康夫 長屋のおかみ：春藤真澄 役人(一)：小坂和之 役人(二)：北村明男 男：高谷舜二 野次馬(一)：美松艶子 野次馬(二)：木村美季 野次馬(三)：桂登志子 三太：森本貴 お幸：白石奈緒美 水野河内守：川辺久造 | |
| 第6話  | 「もう一つの十手御用」                                       | 飛鳥ひろし        | 萩原将司 | 佐々山作兵衛：内田稔 お蔦：鈴鹿景子 八金堂留吉：森幹太 木曽屋嘉助：北見唯一 柳田兵部：北町嘉朗 黒雲の甚五郎：山本昌平 尾関達之進：唐沢民賢 寅三：広瀬義宣 儀十：河本忠夫 佐々山喜一郎：黒瀧順治 あき：山口ちえみ 田島知次郎：白川浩二郎 九蔵：小峰隆司 与力：五十嵐秀樹 番頭：藤沢徹夫 同心(一)：西山清孝 同心(二)：床尾賢一 | |
| 第7話  | 「逃げた花嫁」                                               | 和久田正明        | 荒井岱志 | お染：伊藤智恵理 三州屋喜兵衛：園田裕久 奈良平：川島一平 吉田市之丞：西田良 お初：石井万記子 山崎左内：滝譲二 平松久太夫：溝田繁 寺岡宗達：徳田興人 夏目三六：岡田洪志 お袖：山越多江子 御殿女中：鈴川法子 豆売り：奥田雄一 客(一)：浅野育子 客(二)：相良嘉子 男の子：奥田茂樹 加賀爪外記：有川博 | |
| 第8話  | 「人情! め組の成金騒動」                                     | 今村文人          | 荒井岱志 | おかつ：伊藤美由紀 政之助：沖田さとし 久島：高品剛 岩松：浜伸詞 松崎：北村晃一 札差：玉生司朗 おつる：尾布利ローズ 権造：司裕介 職人：畑中伶一 与力(一)：山田良樹 長屋のおかみ：星野美恵子 中間(一)：大矢敬典 中間(二)：長谷川晋 大工：上戸章 商人：和田昌也 若い衆：鈴木克始 紋次郎の少年時代：勝見卓也 おかつの少女時代：小林鈴賀 菅井又左衛門：小笠原良知 | |
| 第9話  | 「天下御免のくいしん坊侍」                                   | 佐藤五月          | 日高武治 | 千林惣十郎：並木史朗 おかん：森恵 奥村将監：中田浩二 坂崎重兵衛：花上晃 飯岡文蔵：真田健一郎 お勝：沢井桂子 市橋：石倉英彦 中戸：稲田龍雄 水野：笹木俊志 岡っ引き：波多野博 金次郎：峰蘭太郎 又七：泉好太郎 三次：矢部義章 物書役：藤沢徹夫 山脇：高木英一 千林あや：藤坂有希 自身番：江原政一 茶店の主人：高谷舜二 客(一)：神原千恵 客(二)：松島ゆみこ 客(三)：勇家寛子 | |
| 第10話 | 「大岡越前、なみだの鉄拳!」                                  | 石川孝人          | 松尾正武 | 忠次：品川隆二 お八重：伊藤真美 相模屋惣兵衛：高城淳一 巳之吉：森章二 矢田部左近：有川正治 坂上：武井三二 留松：谷口孝史 吉津：奔田陵 仲山：木下通博 庄二郎：小船秋夫 お初：小野恵未 少年時代の忠相：宮崎嗣久 倉田主膳：御木本伸介 | 大岡越前が誰かに鉄拳制裁を行う、といった印象を受けるサブタイトルだが、実際には別の人物が鉄拳制裁を行う。 |
| 第11話 | 「女泣かせの憎いあいつ!」                                    | 田村多津夫        | 日高武治 | 鶴吉：一色彩子 秀五郎：井上高志 勝次：竜川真 六造：佐藤晟也 関伯道：須藤健 大森官右衛門：五味龍太郎 竹野：友金敏雄 森下：佐川源治 おきく：太宰由美子 同心：福中勢至郎 浪人(一)：司裕介 浪人(二)：小谷浩三 お波：和気千枝 中間(一)：大矢敬典 中間(二)：内藤康夫 船渡屋：辻喬次郎 掛山郡太夫：川合伸旺 | |
| 第12話 | 「血ぬられた折鶴」                                           | 山田隆之          | 萩原将司 | おふじ：吉野真弓 磯貝茂樹：荒木しげる 伊勢屋利左衛門：小林勝彦 高岡清四郎：山本太郎 松三郎：堀田真三 権造：重久剛一 多恵：松村康世 喜助：牧冬吉 仙松：高並功 伊勢屋市次郎：新城邦彦 田部仁八：大木晤郎 乙羽：吉原緑里 有馬豊後：深江章喜 | |
| 第13話 | 「恋の細道、通りゃんせ!」                                    | 高橋稔            | 松尾正武 | 坪内精四郎：片岡弘貴 お糸：片山由香 安宅法印：小笠原弘 原島重兵衛：曽根晴美 鮫州の嘉右衛門：江幡高志 二条の局：水原まき 鉄次：当銀長太郎 池松：志茂山高也 津留：小柳圭子 松原久之助：高見裕也 茶店の主人：遠山金次郎 瓦版売り：上野秀年 同心：壬生新太郎 女郎：手嶋彌主枝 少年時代の精四郎：井上真弥 少女時代のお糸：春木智恵子 男の子：木村実 女の子：田中美鈴 大和田甲斐守：名和宏 | |
| 第14話 | 「酔いどれ女の風車」                                         | 藤井邦夫          | 萩原将司 | 佐七：渡辺篤史 お房：栗田陽子 矢部監物：伊藤高 鶴次郎：KINYA 太田吉之介：川浪公次郎 山岡八郎：丘路千 和泉忠三郎：小坂和之 平助：日高久 左平：疋田泰盛 浪人：福本清三 番頭：田井克幸 良太：中西健太 大店の主人：和田昌也 手代：林哲夫 役人：光永真二 香川兵蔵：工藤堅太郎 | 渡辺篤史が二役で出演。                                                                                   |
| 第15話 | 「女賞金稼ぎ、江戸を斬る!」                                  | 石川孝人          | 松尾正武 | お銀：芦川よしみ 片桐右近：黒部進 真海：幸田宗丸 勘造：坂田金太郎 岩松：広瀬義宣 疾風の仙吉：阿波地大輔 安五郎：小峰隆司 伝次：浜田隆広 おしの：武田京子 巳之吉：鈴木修平 弥助：床尾賢一 茶店の主人：蓑和田良太 屋台の親爺：大河内廣太郎 佐々木：池田謙治 山岡：岡田和範 小坊主珍念：杉山幸晴 尼僧：桑田乃梨子 門番：吉田信夫 子分：藤枝政己 良太：山口雄大 野次馬：鈴木克始 保科弾正：久富惟晴 | |
| 第16話 | 「泣くな妹よ、母ありせば!」                                  | 今村文人          | 松尾正武 | おせき(おかく)：東千晃 万平：渡辺慎也 おてる：竹村愛美 三右衛門：出水憲 善蔵：下元年世 仙吉：五十嵐義弘 女スリ：稲葉浩子 家臣(一)：新島愛一朗 伊豆屋久兵衛：有島淳平 宿の番頭：畑中伶一 寺男：小泉敏生 婆さん：和歌林三津江 家臣(二)：藤沢徹夫 家臣(三)：高木英一 少年(一)：田中秀則 少年(二)：国松篤宣 藤馬左近：浜田晃 藤馬伊勢守：遠藤太津朗 | |
| 第17話 | 「鬼を退治の夫婦饅頭」                                       | 野波静雄          | 松尾正武 | 佐吉：三波豊和 お米：佐藤真浪 蝮の権太：伊東達広 小林半兵衛：岩尾正隆 坂田：大木晤郎 笹井：川浪公次郎 平助：井上茂 中村十蔵：小坂和之 伊東小五郎：福中勢至郎 番人：西山清孝 客：春藤真澄 女(一)：松嶋尚美 女(二)：中西裕子 子供(一)：下尾篤史 子供(二)：森田裕々 本多甲斐守：佐原健二 | |
| 第18話 | 「夢を撃った六連発!」                                        | 大野武雄          | 牧口雄二 | 弥吉：大橋吾郎 お加代：遠藤真理子 井上備前守：宮口二郎 きよ：行友勝江 近江屋勘十：福山升三 足立玄石：河合絃司 闇の軍兵衛：有川正治 太助：高橋弘志 正太：中西勇太 市川：波多野博 源太：石井洋充 三吉：小船秋夫 鈴木：高見裕二 西村：小谷浩三 大井：司裕介 三国屋：和田昌也 子供：宮木良 長屋の男：田井克幸 | |
| 第19話 | 「愛しき炎の剣!」                                            | 石川孝人          | 松尾正武 | 滝口平八郎：丹波義隆 野上由紀：こだま愛 柳生兵庫：伊吹聰太郎 柳生備前守：高野真二 長谷玄十郎：滝譲二 野上数右衛門：浜田雄史 大沢：加藤重樹 石田：山田永二 田原備中守：和田昌也 板倉下総守：榎木しげる 矢吹：河本忠夫 供侍：木下通博 大庭監物：江見俊太郎 尾張大納言宗春：中尾彬 | |
| 第20話 | 「一大事! 花嫁は鬼っ子姫」                                   | 小川英 蔵元三四郎 | 萩原将司 | 貴子姫：松本友里 片桐彦九郎：筒井巧 多賀屋幸吉：早川研吉 足立玄石：河合絃司 畑山：野口貴史 石田：岡田洪志 笹木：石井洋充 小林：奔田陵 おちか：田中千絵 小池：山田良樹 近習(一)：壬生新太郎 近習(二)：井上昭 近習(三)：小谷浩三 内藤：和田昌也 おちかの母親：前川恵美子 武士：小川敏明 楓：富永佳代子 菊次：永井秀和 大野内膳：菅貫太郎 | |
| 第21話 | 「吉宗、熱き心で掟破り!」                                    | 石川孝人          | 宮越澄   | 白魚のお妙：秋篠美帆 田坂兵馬：若菜孝史 横井弾正：遠藤征慈 丸梅楼藤兵衛：可知靖之 霞の源右衛門：大木正司 吉村：久賀大雅 留造：朝日完記 仙吉：小西山淳一 兵馬の母：久仁亮子 遣手婆：丸平峯子 矢沢：波多野博 小間物屋：内藤康夫 下役人(甲)：西山清孝 下役人(乙)：坂口敦英 | |
| 第22話 | 「死を呼んだ玉の輿!」                                        | 高橋稔            | 牧口雄二 | お照(照姫)：國實唯理 常盤：本阿彌周子 堀田右近：石井哉 清吉：中嶋俊一 猿橋蔵人：林彰太郎 井上竜伯：岩城力也 茂兵衛：中村錦司 坂東吉三郎：水上保広 お桂：宮田圭子 お里：保坂亜耶 北条伊平次：柴田善行 新海喜一郎：福永正憲 長屋のおかみ(一)：香住美弥子 長屋のおかみ(二)：星野美恵子 自身番の男：田井克幸 飯沼大膳：原口剛 | |
| 第23話 | 「汚名を晴らした恋女房」                                     | 藤井邦夫          | 牧口雄二 | 大沢綾乃：山崎美貴 村岡和馬：佐久田修 島村頼母：石橋雅史 吉川彦四郎：佐藤京一 増田弥一郎：諸木淳郎 大沢八兵衛：石浜祐次郎 和尚：徳田興人 美濃屋：入江慎也 浪人(一)：高並功 浪人(二)：志茂山高也 弥平：藤長照夫 勘定組頭：白川浩二郎 お梅：星野美恵子 和馬の母：美松艶子 藩士：福永正憲 寺男：吉田久史 手代：市条亨一 | |
| 第24話 | 「母恋い飛脚」                                               | 和久田正明        | 宮越澄   | おりは：高田美和 徳松：吉田友紀 彦六：森章二 惣助：当銀長太郎 岡島之助：五十嵐義弘 浪人：阿波地大輔 ごろつき：西村正樹 徳松の父：大矢敬典 少年時代の徳松：勝見和也 笠原主水正：田口計 山城屋丹次郎：垂水悟郎 | |
| SP     | 「江戸城反乱! 連判状に仕掛けられた罠!!」 （スペシャル）      | 小川英 胡桃哲     | 松尾正武 | 吉兵衛：中条きよし お美代：佐野量子 福寿堂半助：篠塚勝 南原甲斐守：御木本伸介 大町右京：河原崎次郎 長谷蔵人：原田清人 兵頭一之進：曽根晴美 義円/門田：幸田宗丸 久保田：出水憲 水沢左馬介：永井秀明 伊達公：波田久夫 新八：坂田金太郎 ：疋田泰盛 ：武田京子 ：志乃原良子 ：中村錦司 ：大木晤郎 足立玄石：河合絃司 ：有島淳平 ：藤沢徹夫 ：川本チフミ ：福本清三 ：藤長照夫 ：司裕介 ：星野美恵子 ：加藤照男 ：福中勢至郎 ：西村正樹 ：加藤重樹 ：鈴木克始 ：小峰隆司 ：池田謙治 ：小谷浩三 ：畑中伶一 ：滝野貴之 ：江連健司 尾張大納言宗春：中尾彬       | |
| 第25話 | 「大奥の女」                                                 | 田村多津夫        | 牧口雄二 | 千佐：海野圭子 瀬波：北川めぐみ 松橋：原田千枝子 田原屋吉兵衛：柳原久仁夫 おしな：山田麻起子 相馬屋三左衛門：下元年世 お喜和：千種みね子 やくざ者(一)：司裕介 やくざ者(二)：滝野貴之 浪人(一)：小峰隆司 浪人(二)：池田謙治 御火の番(一)：野村千景 御火の番(二)：中村典子 おふさ：桂登志子 お末(一)：和気千枝 お末(二)：江川悦子 市太郎：谷口舞奈 部屋子：酒井雅代 部屋子：桂川夢女 真壁和泉守：有川博 笹尾儀兵衛：長谷川明男 | |
| 第26話 | 「吉宗を狙う女剣士」                                         | 飛鳥ひろし        | 萩原将司 | 真山妙：渡辺千秋 高見沢兵馬：本郷直樹 片倉大和：田中浩 真山四郎兵衛：早川純一 沼田陣八郎：中村孝雄 伊達少将吉村：仲島一男 谷口定之助：木谷邦臣 平石三五郎：笹木俊志 捨松：田井克幸 永山信蔵：森山陽介 乾八十吉：浜田隆広 人足頭：遠山金次郎 山田朝右衛門：栗塚旭 | |
| 第27話 | 「女大学! 亭主を男にする法」                                 | 今村文人          | 松尾正武 | 丸山文五郎：橋本功 丸山良江：一柳みる 木暮長門：小笠原弘 木暮右京之介：林統一 大瀬信吾：新島愛一朗 室山：田中弘史 卯助：新城邦彦 磯八：佐川源治 丸山勝次郎：川嶋康義 鳥刺しの男：小船秋夫 泉屋藤右衛門：松原健司 生糸問屋：辻喬次郎 与力(一)：山田良樹 与力(二)：小坂和之 浪人(一)：池田謙治 浪人(二)：滝野貴之 初老の武士：波多野博 | |
| 第28話 | 「紀州の海鳴り おやこ波」                                    | 高橋稔 飛鳥ひろし | 萩原将司 | 浄円院：中村玉緒 朝倉玄蕃頭：久富惟晴 鷲塚隼人：宮口二郎 お夏：長谷川美佳 勝辺陽蔵：石倉英彦 松永平兵衛：水上保広 弥右衛門：藤沢徹夫 玄二郎：山田永二 木戸役人：北村明男 漁師の女房：真鍋美保 侍女：太田和余 少年時代の新之助：及川潤 家臣：山根誠示 お楽の方：大屋政子(友情出演) 勘助：品川隆二 | 和歌山ロケ（和歌山城・広川町）                                                                           |
| 第29話 | 「お役者新さん 花の廻り舞台!」                               | 大川タケシ        | 清水彰   | 村上松千代/坂東竹之助：片桐光洋 綾：鈴鹿景子 坂東桐太郎：園田裕久 剣持三郎：片岡五郎 立花右近：牧冬吉 竜：玉生司朗 八重の方：柴田美保 村上伊賀守：新城邦彦 林田：川浪公次郎 明庵：浜田雄史 吉野：三浦徳子 志津：加藤貴子 紫折：田辺ひとみ 信濃屋：遠山金次郎 村上梅千代：藤森周一郎 呼び込み：川鶴晃裕 腰元：紫静香 小姓：中川峰男 門弟(一)：床尾賢一 門弟(二)：杉山幸晴 黒川大膳：工藤堅太郎 岩崎兵馬：中田浩二 | |
| 第30話 | 「将軍暗殺! 女豹が飛んだ」                                   | 和久田正明        | 日高武治 | 小笛：藤奈津子 八田軍兵衛：沢竜二 蒔田豊後守：浜田晃 大内横之助：金子研三 浅利小兵衛：北村晃一 小春：影山依子 一の瀬菊馬：竜川真 ぬい：稲葉浩子 糸平：小船秋夫 修験者：奔田陵 女：分寺裕美 三沢仙右衛門：山本紀彦 小山平蔵：赤塚真人 山田朝右衛門：栗塚旭 | |
| 第31話 | 「頑張れ! 登城拒否侍」                                       | 野波静雄          | 日高武治 | 松平平四郎：増田康好 小林千早：柾木良子 松平英一郎：竹村健 尚古堂宗兵衛：幸田宗丸 片岡頼母：有川正治 守山主膳：笹木俊志 本阿弥元悦：川島一平 義助：伝法三千雄 小林助左衛門：中西宣夫 松平英之助：有島淳平 松下：木谷邦臣 岩崎：河本忠夫 小林芳乃：和田幾子 神谷伊賀守：三上真一郎 | |
| 第32話 | 「命無用! おやこ十手」                                       | 藤井邦夫          | 松尾正武 | 音羽の左平次：南条弘二 おゆみ：小野さやか 小田切図書：松本朝生 島崎八郎：曽根晴美 鶴次郎：KINYA 左助：中西勇太 岡田弦蔵：丘路千 市川俊平：小谷浩三 後藤左内：小峰隆司 近江屋：蓑和田良太 本多美濃守：和田昌也 牢番：泉好太郎 今村房之助：壬生新太郎 久三：加藤寛治 同心：高谷舜二 カゴ屋：畑中伶一 浪人：浜田隆広 春吉：山下慎司 | |
| 第33話 | 「雪国からの椿姉妹」                                         | 小川英 山田貴美子 | 日高武治 | おみの：舟倉由佑子 おせん：高梨亜矢 静馬：堀田真三 山根作之助：増田再起 足立玄石：河合絃司 若杉清蔵：大木晤郎 甚七：宮城幸生 おかの：鈴川法子 おすわ：前川恵美子 とめ：和歌林三津江 糸月屋栄左衛門：遠山金次郎 瓦版屋：松永吉訓 子供時代のおせん：春木智恵子 子供時代のおみの：古谷美奈 芸妓：斉藤リカ 芸妓：桂川夢女 糸月屋仙太郎：頭師佳孝 能勢肥後守：西田健 | |
| 第34話 | 「対決! 兇賊七変化」                                         | 今村文人          | 日高武治 | 梅吉：綿引勝彦 おしの：若林志穂 豊後屋：江藤漢 お滝：湖条千秋 善六：佐藤晟也 仙之助：森一 文次：西田良 同心(一)：白川浩二郎 浅吉：矢部義章 茂平：山田良樹 若い同心：田井宏明 同心(二)：鈴木修平 豊後屋女中：山田麻起子 手代：吉田久史 藤次：大矢敬典 女形：田井克幸 直八：辻本晃良 丸三屋手代：石原耕 少女時代のおしの：西村香織 お春：鈴川法子 矢車長十郎：亀石征一郎 | |
| 第35話 | 「才三覚悟! 黒髪の刺客」                                     | 石川孝人          | 清水彰   | お紺：吉川十和子 雲井玄太郎：小野進也 西田：波多野博 赤兵衛：関根大学 吉岡：滝譲二 多羅尾十蔵：高並功 長六：井上昭 脇田：壬生新太郎 源六(少年時代の吉宗)：及川潤 少年：萩野要 悪童(甲)：奥田茂樹 悪童(乙)：廣岡正平 井原将監：睦五朗 | |
| SP     | 「狙われた江戸城の花嫁!」（スペシャル）                      | 篠崎好            | 牧口雄二 | 松姫：川上麻衣子 一色和馬：高川裕也 稲葉弾正：西田健 小野寺左太夫：河原崎建三 日下部波之助：立川三貴 筧十蔵：伊東達広 大黒屋利平：山本清 浪路：和田幾子 一色清太郎：中島俊一 足立玄石：河合絃司 武藤：浜伸詞 片岡主膳：小峰隆司 ：木島幸 ：志茂山高也 ：柴田善行 ：峰蘭太郎 ：河合綾子 ：和田昌也 ：藤長照夫 ：松田吉博 ：細川純一 ：山田永二 ：北村明男 ：松永吉訓 ：山崎貴史 ：浜田隆広 ：田辺ひとみ ：酒井雅代 ：桂川夢女 戸田大和守：斎藤洋介 秋月筑前守信正：滝田裕介 浄円院：中村玉緒                                                             | |

### 1992年
| 話数   | サブタイトル                                            | 脚本              | 監督     | ゲスト | 備考 |
| ------ | ------------------------------------------------------- | ----------------- | -------- | --- | ---- |
| 第36話 | 「乙女の祈り お手つき志願!?」                           | 曽田博久          | 萩原将司 | お松：大塚ちか お糸：志喜屋文 林田外記：中田博久 萩尾局：松村康世 岡部半兵衛：岩尾正隆 湊屋伝十：入江慎也 千草：中尾麻祐子 清吉：野土晴久 女衒の六：稲吉靖司 仙蔵：広瀬義宣 安田源吾：志茂山高也 岸又四郎：国本政守 お末頭：藤坂有希 長屋のおかみ：春藤真澄 |      |
| 第37話 | 「いなせ新さん 渡世人修行!」                            | 田村多津夫        | 荒井岱志 | おせん：こだま愛 おいち：北村雪枝 鬼火の藤八：黒部進 定五郎：森幹太 徳治：市川好郎 又平：中村孝雄 足立玄石：河合絃司 由松：山田良隆 岡倉の新太郎：中嶋俊一 勘助：木谷邦臣 渡世人(一)：小峰隆司 渡世人(二)：森山陽介 子分：鈴木修平 茶店の娘：山田麻起子 芸者：細谷千絵 門川石見守：御木本伸介 |      |
| 第38話 | 「土くれ愛妻武士道」                                    | 曽田博久          | 荒井岱志 | 的場弥一郎：深江卓次 ゆい：渡辺ちあき 久松伊勢守：小林勝彦 小牧専次郎：草見潤平 武蔵屋利平：長谷川弘 的場忠左衛門：花上晃 島村源太夫：有川正治 馬場一学：滝譲二 伊之助：大木晤郎 役人：川浪公次郎 用心棒：高並功 人足(一)：田井克幸 人足(二)：西山清孝 弥一郎の少年時代：奥田茂樹 |      |
| 第39話 | 「女賞金稼ぎ 子連れ旅!」                                | 石川孝人          | 松尾正武 | お銀：芦川よしみ お弓：渡辺友子 安岡甚十郎：北町嘉朗 赤松の仙造：佐藤京一 矢沢伝衛門：唐沢民賢 真吉：中西健太 猪之助：野口貴史 弥八：岡田洪志 伊十：佐川源治 伝次：川鶴晃裕(方言指導) 黒牛の藤兵衛：丘路千 大岩の文七：小船秋夫 宮本：福本清三 留吉：司裕介 旦那風の男：内藤康夫 若い衆(一)：稲泉智万 若い衆(二)：加藤三彦 多田源之介：原口剛 東海屋惣兵衛：遠藤征慈 |      |
| 第40話 | 「戦慄! 狙われた養生所」                                | 今村文人          | 松尾正武 | 秋山正吾：筒井巧 河辺左内：外山高士 根本陣馬：田中浩 半次：うえだ峻 浅見屋五平：新城邦彦 弥助：森章二 秋山誠之助：大木聡 おけい：雪絵ゆき 乙松：坂田金太郎 足立玄石：河合絃司 おしま：保坂亜耶 左平次：谷口孝史 吉田甫周：蓑和田良太 おくめ：丸平峯子 西岡：加藤重樹 お菊：田辺ひとみ 中間：畑中伶一 町同心(一)：奔田陵 町同心(二)：岡田和範 古道具屋：泉好太郎 藩士：北村明男 耺人：壬生新太郎 女房：春藤真澄                                                                      |      |
| 第41話 | 「天下一の夢を売る男」                                  | 藤井邦夫          | 牧口雄二 | 村井秀太郎：青山裕一 お雪：上原真美 栄古堂総兵衛：高城淳一 明王院竜全：幸田宗丸 狩野高信：伊藤高 大谷伝九郎：岩尾正隆 おみつ：香住美弥子 吉川夕斎：遠山金次郎 竹仙：高谷舜二 町方役人：小谷浩三 カゴ屋：窪田弘和 小助：佐野聖也 一色左兵衛介：菅貫太郎 狩野秀徳：滝田裕介 |      |
| 第42話 | 「おやこ喧嘩の大手柄!」                                 | 野波静雄          | 牧口雄二 | 勘助：沼田爆 勘太：菅原加織 お玉：桂木香織 山木左門：出水憲 田所鋭之進：五十嵐義弘 半次：上野秀年 用心棒：白川浩二郎 親分：藤長照夫 和田屋左兵衛：宮城幸生 お時：富永佳代子 壷振り：松原健司 客(一)：井上昭 客(二)：松尾裕之 客(三)：山根誠示 芸者：藤間富陽 芸者：藤間勘千代次 お勝：本阿弥周子 水野大和守：小笠原良知 |      |
| 第43話 | 「男一匹! め組の紋次郎が燃えた!!」                      | 中野顕彰          | 荒井岱志 | 茂平：左右田一平 おしの：加藤由美 辻：曽根晴美 かまいたちの儀助：大木正司 熊造：高品剛 赤木：田畑猛雄 寅吉：広瀬義宣 下っ引き：鈴木克始 同心：波多野博 長屋の住人：江原政一 己之吉：辻本晃良 大貫主膳：久富惟晴 |      |
| 第44話 | 「上様のとんだ剣客商売!」                               | 佐藤五月          | 荒井岱志 | 石貫与十郎：大場順 千草：立原麻衣 鎌田周防守：小沢象 但馬屋利平：江幡高志 侍：高並功 紀州屋：有島淳平 大野藩々士：志茂山高也 手代：中川峰男 加納屋：市条亨一 用心棒：池田謙治 帆足主水正：浜田晃 桑田権之助：工藤堅太郎 |      |
| 第45話 | 「春一番! 天狗の子がやって来た」                        | 中野顕彰          | 日高武治 | 梅吉：西尾塁 中屋徳兵衛：中田浩二 お喜多の方：風間舞子 利七：竜川真 おしま：久仁亮子 炭田：笹木俊志 浪人：阿波地大輔 松造：水上保広 白川菊之丞：田井克幸 商人：東孝 浪人：羽根田真之助 大賀出雲守：江見俊太郎 |      |
| 第46話 | 「恋山彦 幻の花嫁!」                                    | 田村多津夫        | 日高武治 | 三沢東一郎：円谷浩 小川綾乃：墨田ユキ 梅千代：丸山秀美 寺脇郷右衛門：玉川伊佐男 青木官蔵：久賀大雅 土屋市之進：田中弘史 小川道庵：下元年世 十助：多賀勝 内儀：小柳圭子 原口：木谷邦臣 沖山：小坂和之 家臣(一)：司裕介 家臣(二)：藤沢徹夫 家臣(三)：峰蘭太郎 神主：和田昌也 大滝甲斐守：吉野隆三 藩士：松田吉博 耺人(一)：藤枝政巳 耺人(二)：加藤三彦 野間源太夫：川辺久造 |      |
| 第47話 | 「血涙! 愛しき忠義」                                    | 今村文人          | 萩原将司 | 市松：丹波義隆 おふみ：辻沢杏子 柿岡藤左衛門：可知靖之 大友玄蕃：柳原久仁夫 島村：川浪公次郎 今中：石井洋充 沼田昌之介：小峰隆司 中間：佐藤晟也 御家人(一)：波多野博 御家人(二)：河本忠夫 同心：矢部義章 魚屋：大矢敬典 居酒屋の主：椿竜二 浪人(一)：壬生新太郎 浪人(二)：鈴木修平 浪人(三)：小船秋夫 浪人(四)：滝野貴之 中間(二)：福本清三 女中：前川恵美子 芸者：細谷千絵 茶店の女：木村美季 おかよ：及川佳奈 柿岡清右衛門：若松俊秀 長井蔵人：亀石征一郎                         |      |
| SP     | 「隠された壱千万両 家康の埋蔵金を追え!」 （スペシャル） | 小川英 蔵元三四郎 | 牧口雄二 | 桔梗：小林幸子 与平：三ツ木清隆 おみよ：森恵 喜之助：遠藤太津朗 慈円：伊藤敏八 笹木内膳：田口計 茂三郎：園田裕久 おちか：田山真美子 市兵衛：岩城力也 徳川宗直：伊庭剛 徳川宗尭：小野寺充 霧丸：滝譲二 忍び：森山陽介 勘兵衛：大木晤郎 吾平：長門勇 ：江連健司 ：遠山金次郎 ：小坂和之 ：藤長照夫 ：佐々木紳二 ：山田永二 ：江原政一 ：小谷浩三 ：大矢敬典 ：藤枝政巳 ：川鶴晃裕 ：市条亨一 ：浅田祐二 ：福本清三 ：木下通博 ：床尾賢一 ：北村明男 ：峰蘭太郎 尾張大納言宗春：中尾彬 |      |
| 第48話 | 「剣鬼が走る! 江戸の闇」                                | 和久田正明        | 松尾正武 | 月形呂九平：沢竜二 お政：一柳みる お房：田中雅子 丁字屋秀次郎：田中浩 島田兵左衛門：石橋雅史 千成屋蟹蔵：福山升三 綱五郎：関根大学 友成図書：永井秀明 糸平：長澤一樹 遣手婆：小柳圭子 妻八：小船秋夫 丈吉：池田謙治 道場主：宮城幸生 小文太：新島愛一朗 天狗政：佐々木紳二 ホラ竹：辻本晃良 老人：泉好太郎 女郎(一)：和気千枝 女郎(二)：江川悦子 山田朝右衛門：栗塚旭 |      |
| 第49話 | 「みちのく純愛行進曲!」                                 | 石川孝人          | 萩原将司 | 平吉：岡野進一郎 お甲：一色彩子 夜鴉の伝兵衛：山西道広 坂上：石倉英彦 仙造：池田謙治 銀次：細川純一 三郎太：奔田陵 巳之吉：杉山幸晴 木曽屋：泉好太郎 相州屋：疋田泰盛 弥助：畑中伶一 女中：桂登志子 田沼玄蕃：佐原健二 |      |
| 第50話 | 「非情の掟! 激突、父と子」                              | 曽田博久          | 松尾正武 | 下村勘兵衛：三上真一郎 弥吉：小峰裕一 お里：吉野真弓 水野平太夫：山本清 越中屋久兵衛：松本朝生 宇之助：結城市朗 五郎太：岡田洪志 菊江：福島葉子 薬売り：奔田陵 居酒屋の主：大河内廣太郎 土屋主水正：和田昌也 向井将監：西田健 |      |
| 第51話 | 「鳩笛慕情! 姫君の供は将軍さま」                        | 野波静雄          | 清水彰   | 西小路桜子：伊藤智恵理 梅子の方：小椋寛子 東光尼：松村康世 倉本帯刀：黒部進 伊東源之助：野口貴史 内藤主馬：岡村嘉孝 岸田兵馬：藤沢徹夫 平井左内：山田良樹 津軽伊豆守直義：志茂山高也 幽霊：小船秋夫 森村：稲泉智万 鳩笛売り：東孝 団子売り：田井克幸 呼び込み：窪田弘和 門番：林哲夫 津軽松千代：山下慎司 子供：奥田茂樹 駒井豊後守：深江章喜 |      |
| 第52話 | 「誇り高き逃亡者!」                                     | 石川孝人          | 清水彰   | 松木伊右衛門：新克利 矢野誠一郎：高川裕也 松木志保：日下由美 山内甚内：本郷直樹 加納十郎：石井哉 矢野玄之介：大木晤郎 惣兵衛：有島淳平 山上兵五郎：久賀大雅 立川：鈴木修平 安本：滝野貴之 小女：長瀬有紀子 岩田監物：有川博 |      |
| 第53話 | 「恋いちど! にごりえの女」                              | 藤井邦夫          | 牧口雄二 | お幸：栗田陽子 おまち：日高久美子 お定：行友勝江 土屋将監：小笠原弘 三国屋藤兵衛：森幹太 熊吉：谷崎弘一 半七：中嶋俊一 松原金吾：岩尾正隆 おくみ：千種みねこ 旦那：波多野博 お内儀：丸平峯子 上田：池田謙治 老爺：遠山金次郎 番頭：藤長照夫 留吉：椿竜二 お峰：香住美弥子 長吉：石野理央 少女時代のお幸：西村麻未 少年時代の半七：山口雄大 |      |
| 第54話 | 「吉宗変化! お狩場の鬼退治」                            | 今村文人          | 荒井岱志 | 伝六：山本紀彦 お松：東千晃 おてる：森口舞 笹山又右衛門：中田博久 武蔵屋儀左衛門：幸田宗丸 伊沢：有川正治 役人(一)：中村孝雄 中山伊勢守：五味龍太郎 中村清右衛門：北見唯一 役人(二)：高木英一 役人(三)：石井洋充 若旦那：新城邦彦 手代：松尾裕之 人足(一)：床尾賢一 人足(二)：入江武敏 下男：江原政一 女房：富永佳代子 博奕打ち：藤沢徹夫 金魚売り：高谷舜二 お鹿婆さん：和歌林三津江 野菜売り：畑中伶一 カゴ屋(一)：原田逸夫 カゴ屋(二)：宮本宏司                                  |      |
| 第55話 | 「炎上! 銃口に立つ大岡越前!」                           | 中野顕彰          | 牧口雄二 | お弓：東啓子 佐七：大橋吾郎 木戸与四郎：伊藤高 伊勢屋：伊吹聰太朗 喜三郎：笹木俊志 石出帯刀：藤沢薫 卯吉：峰蘭太郎 与力：小坂和之 侍(一)：木谷邦臣 家臣：岡田和範 耺人：大矢敬典 浪人：木下通博 同心(一)：西山清孝 同心(二)：加藤三彦 遊び人：細川純一 母親：藤坂有希 客(一)：壬生新太郎 長屋の男：市条亨一 お春：尾布利花 丸山主膳：御木本伸介 |      |
| 第56話 | 「大奥の殺人者!」                                       | 飛鳥ひろし        | 荒井岱志 | 美保：杉田かおる 滝乃：鈴鹿景子 岸和田図書：原口剛 柳田勘助：高品剛 深雪：中尾麻祐子 まつ：雪絵ゆき 由美：菊地陽子 和泉の局：原田千枝子 足立玄石：河合絃司 桐山麻紀：影山依子 岩見：白川浩二郎 脇坂：西村正樹 山城屋嘉兵衛：疋田泰盛 うめ：山崎美香 お時：星野美恵子 かえで：鈴川法子 きく：細谷千絵 使い番：太田和余 田口信次郎：山根誠示 |      |
| 第57話 | 「嵐呼ぶよな島帰り!」                                   | 迫間健            | 松尾正武 | 長兵衛：財津一郎 おきぬ：想野まり 半六：うえだ峻 政五郎：穂高稔 榊原右京：山本昌平 安五郎：曽根晴美 治助：坂田金太郎 佐吉：土井健守 相良外記：川浪公次郎 戸田甚内：福本清三 文太：入江武敏 小女：山田麻起子 お梶：佐野アツ子 |      |
| 第58話 | 「花婿新さん 晴れ姿日本一!」                            | 石川孝人          | 松尾正武 | お妙：渡辺梓 浅野清三郎：鷲生功 堀田内膳：北町嘉朗 桑野屋万造：高野真二 神尾右近：出水憲 祝十蔵：阿波地大輔 幸兵衛：日高久 手代：蓑和田良太 番卆：加藤重樹 太鼓持ち：藤枝政己 魚屋：井上昭 酒屋：吉田信夫 女中：野村千景 芸者：藤間富陽 芸者：斉藤リカ おとき：白木万理 |      |
| 第59話 | 「情けに泣いた復讐鬼!」                                 | 今村文人          | 荒井岱志 | 網蔵：和崎俊哉 今井幸次郎：加藤純平 お品：渡辺ちあき 松山郡太夫：外山高士 丁字屋市右衛門：長谷川弘 三次：重久剛一 家臣(一)：五十嵐義弘 人足頭：笹木俊志 家臣(二)：司裕介 浪人：小峰隆司 手代：田井克幸 住人(一)：泉好太郎 住人(二)：北村明男 女中：分寺裕美 少女時代のお品：絵衣良子 |      |
| 第60話 | 「父の敵は愛しの人!」                                   | 藤井邦夫          | 荒井岱志 | お順：松本友里 山口左内：柴田侊彦 石原大膳：原田清人 橘屋源蔵(金龍山の源蔵)：佐藤京一 律：沢井桂子 六兵衛：森章二 篠崎勝之進：桐山浩一 竜次：五十嵐秀樹 浪人：高並功 大貫伝十郎：山田良樹 磯野武太夫：波多野博 子分：浜田隆広 茶坊主：小船秋夫 藩士：稲泉智万 賭場の男：小坂和之 家来：福中勢至郎 女郎：西岡ちあき 大店の主人：壬生新太郎 手代：石原耕 少女時代のお順：林沙弥佳 |      |
| 第61話 | 「さらば! 悪名の男」                                    | 石川孝人          | 日高武治 | 蝮の浅八：誠直也 真吉：谷田真吾 お京：三浦リカ 福島主水正：田中浩 虎松：丹古母鬼馬二 平吉：大木晤郎 銀次：竜川真 力造：竹内康裕 佐々木：志茂山高也 仙太：小谷浩三 源三：木谷邦臣 惣右衛門：市条亨一 西村：高谷舜二 少年(甲)：吉野隆三 少年(乙)：森本貴 幸助：田中秀則 |      |
| 第62話 | 「めおと三味線 上州しぐれ!」                            | 田村多津夫        | 牧口雄二 | おえん：二宮さよ子 加納伊三郎：荒木しげる 磯野弥太夫：小林勝彦 今尾久平：大木正司 小倉惣兵衛：唐沢民賢 田島屋彦蔵：牧冬吉 加納庄太郎：西尾塁 直八：井上茂 旅篭の主人：宮城幸生 酔客：藤長照夫 浪人(一)：木谷邦臣 浪人(二)：鈴木克始 幼年の庄太郎：山崎大聖 芸者：桂川夢女 芸人：藤間富陽 芸人：藤間勘聡次 芸人：安田貴和 芸人：二宮幸子 芸人：内海友紀子 佐野屋六兵衛：遠藤太津朗                                                                                                   |      |
| 第63話 | 「三年目の新妻化粧!」                                   | 飛鳥ひろし        | 牧口雄二 | 川口彦太郎：南条弘二 小夜：武田京子 都築勘兵衛：遠藤征慈 能勢小平太：岩尾正隆 跡部民部正：溝田繁 水野主水：田中弘史 手塚：石倉英彦 足立玄石：河合絃司 吉松十太夫：武井三二 太田平三郎：藤沢徹夫 家臣：新島愛一朗 看護婦：河合綾子 侍女：星野美恵子 内儀：香住美弥子 少年時代の彦太郎：青井敏之 花嫁：金森かおり 花婿：中村進一 跡部主計頭：亀石征一郎 お楽の方：大屋政子(特別出演) 山田朝右衛門：栗塚旭                                                                             |      |
| 第64話 | 「危うし! 吉宗、妖刀村正騒動」                          | 野波静雄          | 宮越澄   | 加東栄之進：若松俊秀 千代：未來貴子 斉藤玄斉：宮口二郎 服部左太夫：堀田真三 門弟(一)：白川浩二郎 大森左近：山田良樹 阿部弥七郎：木谷邦臣 岩松八弥：峰蘭太郎 鉄：細川純一 質屋の主：泉好太郎 瓦版売り：上野秀年 松平清康：松尾裕之 松平広忠：山根誠示 野村右近：池田謙治 結城主水：小峰隆司 新田貢：木下通博 堀兵助：志茂山高也 鈴木隼人：滝野貴之 中村大次郎：佐々木紳二 田所左門：司裕介 門弟(二)：入江武敏 門弟(三)：山田永二 成腰肥前守：穂積隆信 植村主膳：中井啓輔             |      |
| 第65話 | 「陰謀あばいた饅頭姫!」                                 | 曽田博久          | 宮越澄   | 鈴姫：野咲たみ子 堀三四郎：石井哉 原口大和守：江見俊太郎 笠倉屋九兵衛：玉川伊佐男 茂七：増田再起 柘植久六：滝譲二 槇尾：三浦徳子 与作：稲田龍雄 太吉：重見成人 次郎吉：青木哲也 奥女中：山田麻起子 藩士：河本忠夫 卯助：遠山金次郎 堀大和守：和田昌也 藩士(一)：波多野博 藩士(二)：加藤三彦 茶店の主人：畑中伶一 女房：春藤真澄 瓦版売り：窪田弘和 腰元：長瀬有紀子 堀景綱：小野進也 横尾大膳：小林昭二                                                                             |      |
| 第66話 | 「鉄火芸者に花一輪」                                    | 和久田正明        | 松尾正武 | 小太郎(崎坂菊乃)：岡まゆみ つゆ八(岡島八十助)：頭師佳孝 お国：棟里佳 佐助：長沢一樹 笠原軍兵衛：中村孝雄 長崎屋藤兵衛：新城邦彦 堀口寛十郎：木谷邦臣 筧順之助：藤沢徹夫 女将：丸平峯子 広江藩主：柴田善行 伊勢屋：有島淳平 京極丹波：田口計 |      |
| 第67話 | 「謎! 流人船、いずこへ」                                | 迫間健            | 松尾正武 | 小関周馬：山田良隆 おるい：小宮麗子 錣一角：木村栄 お吉：衣通真由美 勝山の乙五郎：伊吹聡太朗 海坊主：団巌 長次：野口貴史 庄吉：広瀬義宣 的場左門：田畑猛雄 源爺：蓑和田良太 治平：遠山金次郎 茂作：田井克幸 お米：上野聡子 サメ：滝野貴之 シャチ：池田謙治 ボラ：松永吉訓 甚平：畑中伶一 おかつ：桂登志子 幸吉：高見裕二 漁師：東孝 当八：木下通博 権六：西村正樹 耺人風：福中勢至郎 矢田部外記：菅貫太郎                                                                           |      |
| 第68話 | 「お見事、上様の恋指南!」                               | 佐藤五月          | 日高武治 | 春姫：渡辺典子 青江又三郎：深江卓次 有馬大学頭：久富惟晴 狭霧：紫城いずみ 河内屋利兵衛：早川雄三 安藤対馬守：有島淳平 鈴木典膳：疋田泰盛 加納屋：遠山金次郎 北町与力(一)：藤沢徹夫 北町与力(二)：山田永二 北町同心：石井洋充 近習侍：西山清孝 目付配下(一)：池田謙治 目付配下(二)：矢部義章 若侍：松尾裕之 門番：松永吉訓 中間：中川峰男 家臣(一)：杉山幸晴 家臣(二)：加藤三彦 小牧出羽守：品川隆二                                                                                 |      |
| 第69話 | 「誘拐! 乙女涙の初恋」                                  | 今村文人          | 荒井岱志 | 次郎太：伊吹剛 矢野鈴加：山崎美貴 かすみ：菊岡みわこ 矢野左近大夫：中田浩二 山本：大林丈史 九蔵：西田良 弥市：水上保広 家臣(一)：山田良樹 家臣(二)：浜田隆広 家臣(三)：稲泉智万 通行人：東孝 矢野竜之進：池田和史 |      |
| 第70話 | 「献上雪が飛び散った」                                  | 小川英 胡桃哲     | 荒井岱志 | お初：藤本喜久子 駒吉：山本太郎 高見：中田博久 長谷川伊賀守：花上晃 金沢軍兵衛：稲吉靖司 大柴左近：出水憲 佐和：豊川博子 村井一真：川浪公次郎 黒田：五十嵐義弘 足立玄石：河合絃司 宍戸監物：新橋伸介 留三：岡田洪志 森崎：佐川源治 お松：奥谷寿美子 根岸銀十郎：司裕介 鉄砲方同心(一)：藤長照夫 虚無僧：加藤重樹 小者：大矢敬典 百姓(一)：林哲夫 百姓(二)：窪田弘和 百姓(三)：松原健司 仁科兵庫介家時：佐藤仁哉                                                                     |      |